# Lengua romance austríaca

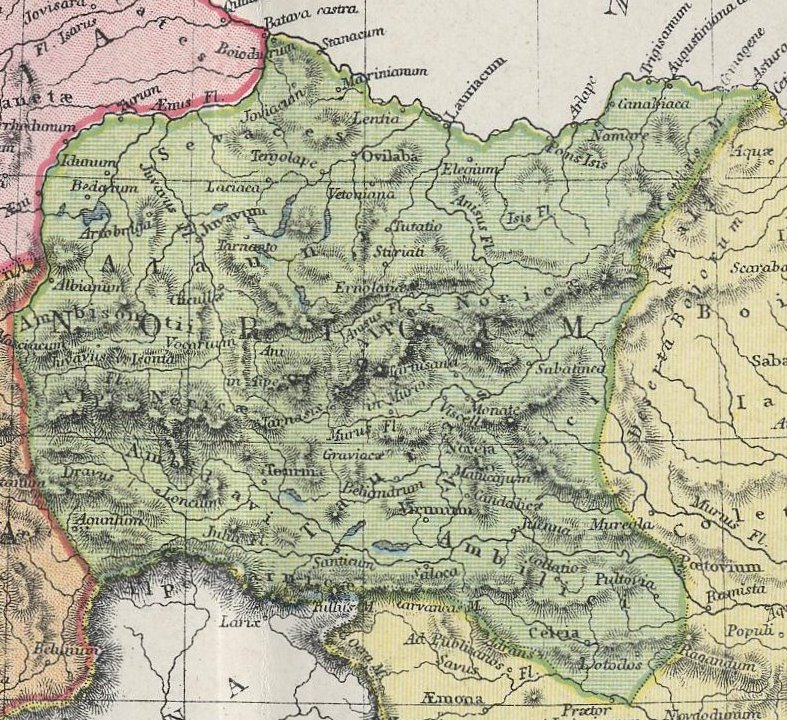
El Noricum romano, donde se desarrolló la lengua romance austríaca luego de la caída del Imperio romano

La lengua romance austríaca fue una lengua neolatina que existió en el área de Austria y del este de Baviera desde la caída del Imperio romano hasta aproximadamente el siglo XIV.

## Características
En las provincias del Imperio romano al sur del Danubio llamadas Noricum y Rhaetia los habitantes latinizados no desaparecieron completamente cuando las invasiones bárbaras devastaron la región. Muchos fueron exterminados y otros se refugiaron en Italia, pero algunos sobrevivieron en las montañas de los Alpes.
Los que vivían en Retia dieron origen a los ladinos de Suiza y el norte de Italia, pero los del Noricum sobrevivieron solamente algunos siglos hasta los tiempos de Carlomagno. O sea que la lengua ladina existe hoy en día, pero la lengua romance del Noricum (que coincide aproximadamente con la actual Austria) ha desaparecido. La explicación parece estar en que el Noricum y en general la actual Austria estuvieron más expuestos que Suiza a las devastadoras invasiones de los hunos y ávaros.

"Hasta la Edad Media, la población de habla románica (del centro y sur de Austria) conservó el cristianismo, los conceptos legales romanos y ciertos elementos de la música y la pintura. Se cree que Salzburgo y Passau todavía tenían una población de habla romance en el final del siglo VIII, de la que se extrajeron los compositores de las primeras cartas. El hecho de que el nombre "Norici" se haya utilizado en referencia a los bávaros indica la supervivencia de una importante población románica en esa zona". Ludwig Bieller

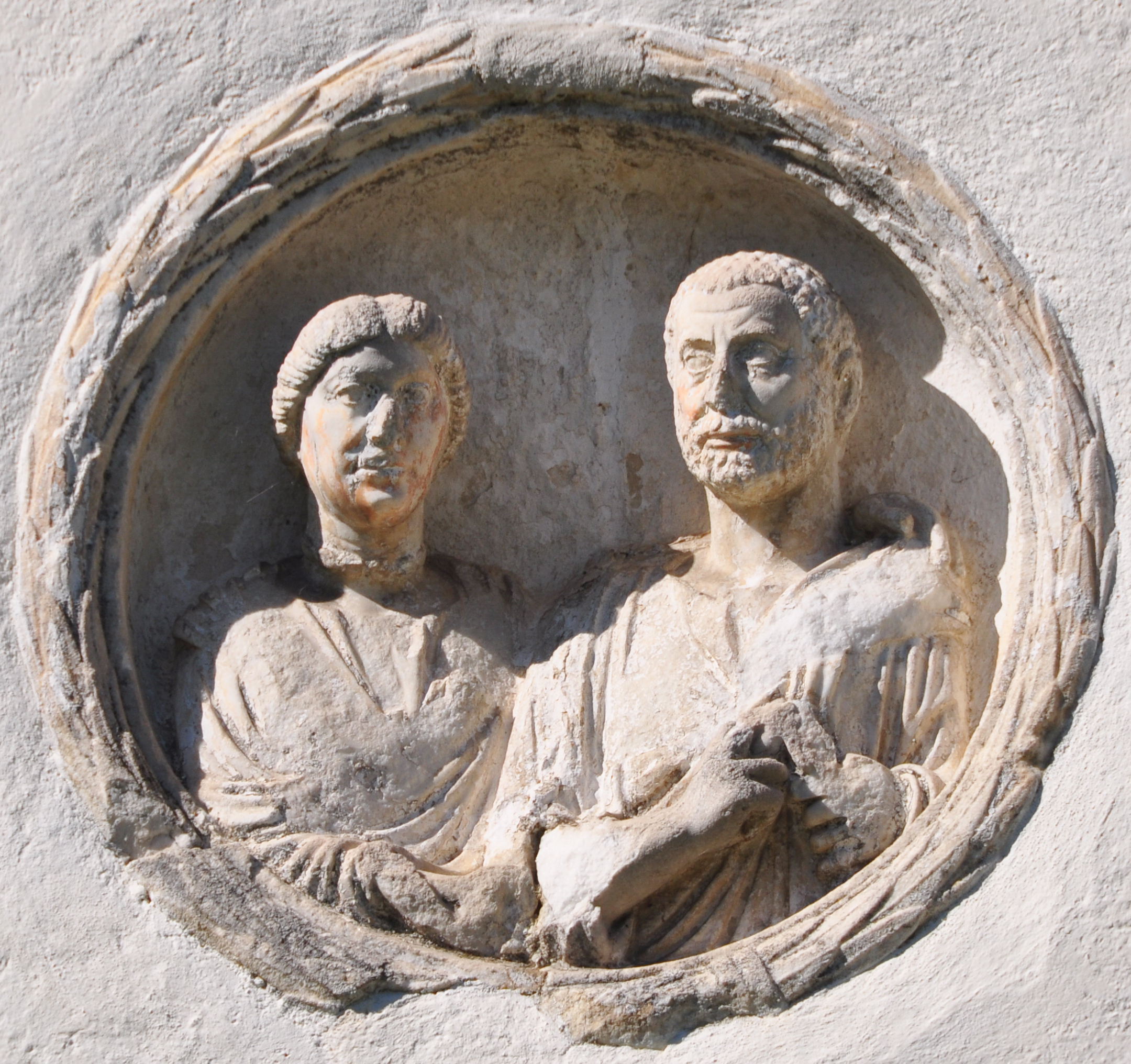
Romanos del Noricum

Esta llamada "Lengua romance austriaca" se habló en varias ciudades, siendo la principal "Juvavum" (la actual Salisburgo). En efecto, esta ciudad romana se convirtió en municipium en el año 45 dC bajo el emperador Claudio (Municipium Claudium Juvavum), llegando a ser una de las más importantes de la provincia de Noricum. El declive de Juvavum después del colapso de la frontera de Noricum fue muy rápido, hasta el punto de que en el siglo VIII se había convertido en una “ruina casi total”. Pero los pocos habitantes romanizados, que sobrevivieron a las destrucciones de los bárbaros, siguieron utilizando las minas de sal de la región en su comercio.

San Ruperto obtuvo, de los colonos romanizados (sobrevivientes) en el lugar, indicación de que existían los restos de la romana Juvavum...

Hacia el año 700 San Ruperto -influenciado por estos habitantes romanizados del lugar- fundó la población llamada Salisburgo en el solar del antiguo Juvavum romano, ubicado sobre grandes minas de sal a las cuales debe su nuevo nombre la ciudad, que se convirtió en el año 739 en sede de un obispado y en el 798 en sede de un arzobispado católico.
Algunos académicos como Gernot Piccottini creen que estos habitantes romanizados, después de casi tres siglos de dominación alemana, hablaban una lengua romance muy mezclada con el alemán, pero característica de ellos y probablemente similar a la de los actuales ladinos de los Alpes.
La ciudad de Vindobona (actual Viena) tiene algunas evidencias de estas poblaciones romances, pero no van más allá del siglo VI; y lo mismo sucede en todas las localidades romanas en el norte de Austria, como Lauriacum (cerca de Enns) y Ovilava (actual Wels).

### Sobrevivencia en el sur del Noricum
En el sur del Noricum (que coincide con el actual sur de Austria) la lengua romance austríaca sobrevivió algunos siglos más, hasta el siglo XIV en algunos lugares (como en el valle de Kals, cerca de la actual frontera entre Italia y Austria).

El sur del Noricum mantuvo una forma de lengua latina y sin duda no fue evacuado (como el norte)...

Estas poblaciones romanizadas con la posible lengua romance austriaca sobrevivieron hasta el año 1000 en las zonas cercanas a Teurnia y Virunum en Carintia (sur de Austria).
También cerca de Lienz (en la frontera con el Alto Adige italiano) existió una ciudad romana llamada Aguntum: en 1599 Veit Netlich, un abogado, escribió sobre la existencia de tumbas (ahora perdidas) con "escritura desconocida" que pertenecieron a los sobrevivientes de esta ciudad romana destruida alrededor del siglo VII. Probablemente esta escritura era la lengua romance que se desarrolló en el sur de Austria. Quizás la única palabra que nos queda de esta lengua romance es la denominación neolatina "Luenzina" que tenía Lienz en un documento del vescovado de Bressanone hecho alrededor de 1030. Los prófugos romanizados de Aguntum, que abandonaron esta ciudad romana saqueada, dieron este nombre a la aldea (luego llamada Lienz por los austriacos) que fundaron para sobrevivir.

## ¿Lengua retorromance?

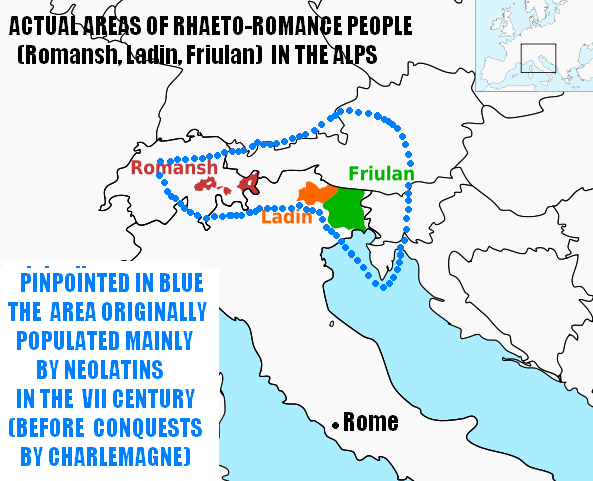
Las lenguas retorromances en los últimos 1200 años

El académico Piccottini afirma que la lengua romance austríaca pertenece al grupo retorromance (o al menos era una lengua proto-retorromance), basándose en su proximidad geográfica con las actuales áreas romanche/ladina/friulana en los Alpes suizo-italianos. Inclusive cree que asimiló algunas palabras del pre-romano Idioma rético, especialmente en el Tirol.
En efecto, en la región tirolesa de Austria occidental, entre Innsbruck y Vaduz (el nombre de la capital de Liechtenstein proviene de la palabra neolatina "avadutz", o sea acueducto en romanche), se habló también el retorromance hasta el siglo de la Revolución francesa.
Pero algunos estudiosos (como Heger) creen que era una lengua independiente y posiblemente relacionada con la desaparecida lengua romance de Panonia, que se desarrolló en la actual Hungría occidental alrededor del lago Balaton (poco distante de la Carintia austríaca).